# آندرانیک اسکندریان
آندرانیک اسکندریان (زاده ۹ دی ۱۳۳۰ در تهران) یکی از بازیکنان تیم ملی فوتبال ایران بود. اسکندریان تبار ارمنی دارد و عضو باشگاه‌های آرارات، تاج تهران و کاسموس نیویورک بوده‌است و در جام جهانی ۱۹۷۸ عضو تیم ملی فوتبال ایران بود. او اکنون ساکن ایالت نیوجرسی است.
وی در بازی خداحافظی پله یکی از بهترین بازیکنان تاریخ فوتبال، در تیم منتخب جهان همراه ایرج دانایی فرد از تاج تهران حضور داشته‌است. وی به همراه دانایی فرد اولین بازیکنان تاریخ فوتبال ایران بودند که به تیم منتخب جهان دعوت شدن، پس از بازی درمنتخب جهان وی به کاسموس نیویورک تیم ان روزهای پله پیوست و برای بازی‌های خداحافظی پله بارها به کشورهای مختلف سفر کرد. وی در این تیم سال‌ها با بزرگانی چون:فرانتس بکن‌باوئر، پله، یوهان نیسکنس ،جیورجیو کیناجلیا ،کارلوس آلبرتو نیز هم بازی بوده‌است. اسکندریان در این تیم پاسهای گل بیشماری به نام خودبه ثبت رساند و در این تیم به دادن پاس گل شهره بود درحالی که پست وی مدافع چپ و وسط بود. آندرانیک اسکندریان همچنین هفت سال موفق را با تاج تهران سپری کرد وجام‌های متعددی به همراه این تیم برد ویکی از بزرگان این تیم پرافتخار و پرهوادار محسوب می‌شود. درضمن از اسکندریان به همراه مجتبی محرمی به عنوان بهترین دفاع چپ های تاریخ فوتبال ایران یاد می‌شود و در زمان بازیگریش به عنوان یکی از بهترین مدافعان چپ ایران و حتی آسیا شناخته می‌شد.

## افتخارات
- قهرمانی مسابقات سیکل اول منطقه ۱۴ تهران به همراه تیم فوتبال دبیرستان تاج پویش سال ۱۳۴۵
- قهرمانی جام تخت جمشید ۱۳۵۳ به همراه باشگاه فوتبال استقلال تهران
- قهرمانی جام ملت‌های آسیا ۱۳۵۵ به همراه تیم ملی فوتبال ایران
- حضور در المپیک مونترال ۱۳۵۵ به همراه تیم ملی فوتبال ایران
- صعود به جام جهانی فوتبال ۱۹۷۸ ۱۳۵۶ و به حضور در این جام به همراه تیم ملی فوتبال ایران
- قهرمانی جام حذفی فوتبال ایران ۱۳۵۶
- دعوت به تیم ستارگان جهان ۱۳۵۷